# نیوپورت (رود آیلند)
نیوپورت (به انگلیسی: Newport) شهری در ایالت رود آیلند کشور ایالات متحده آمریکا است که جمعیت آن در سرشماری سال ۲۰۱۰ میلادی، ۲۴٬۶۷۲ نفر بوده‌است.

## نگارخانه

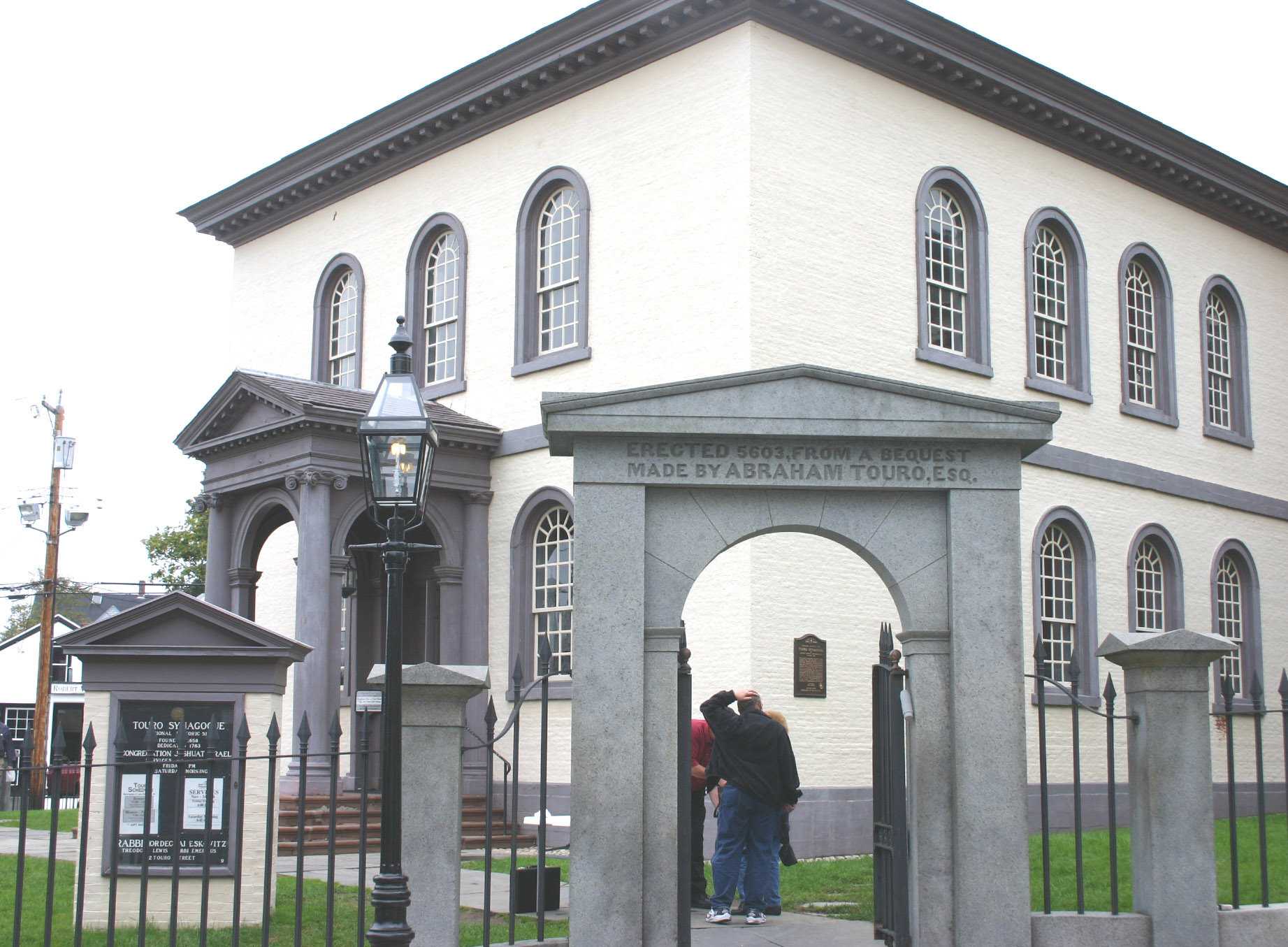
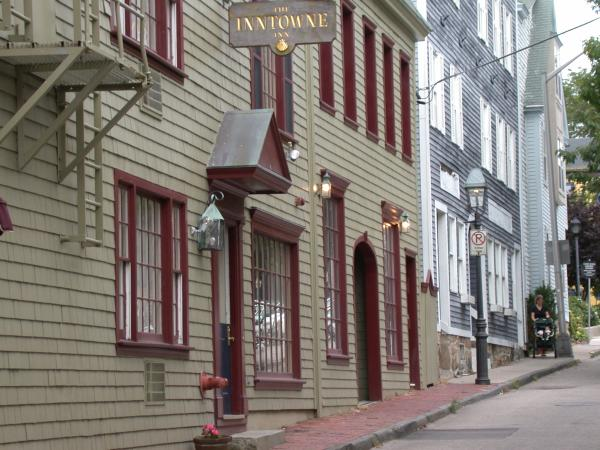
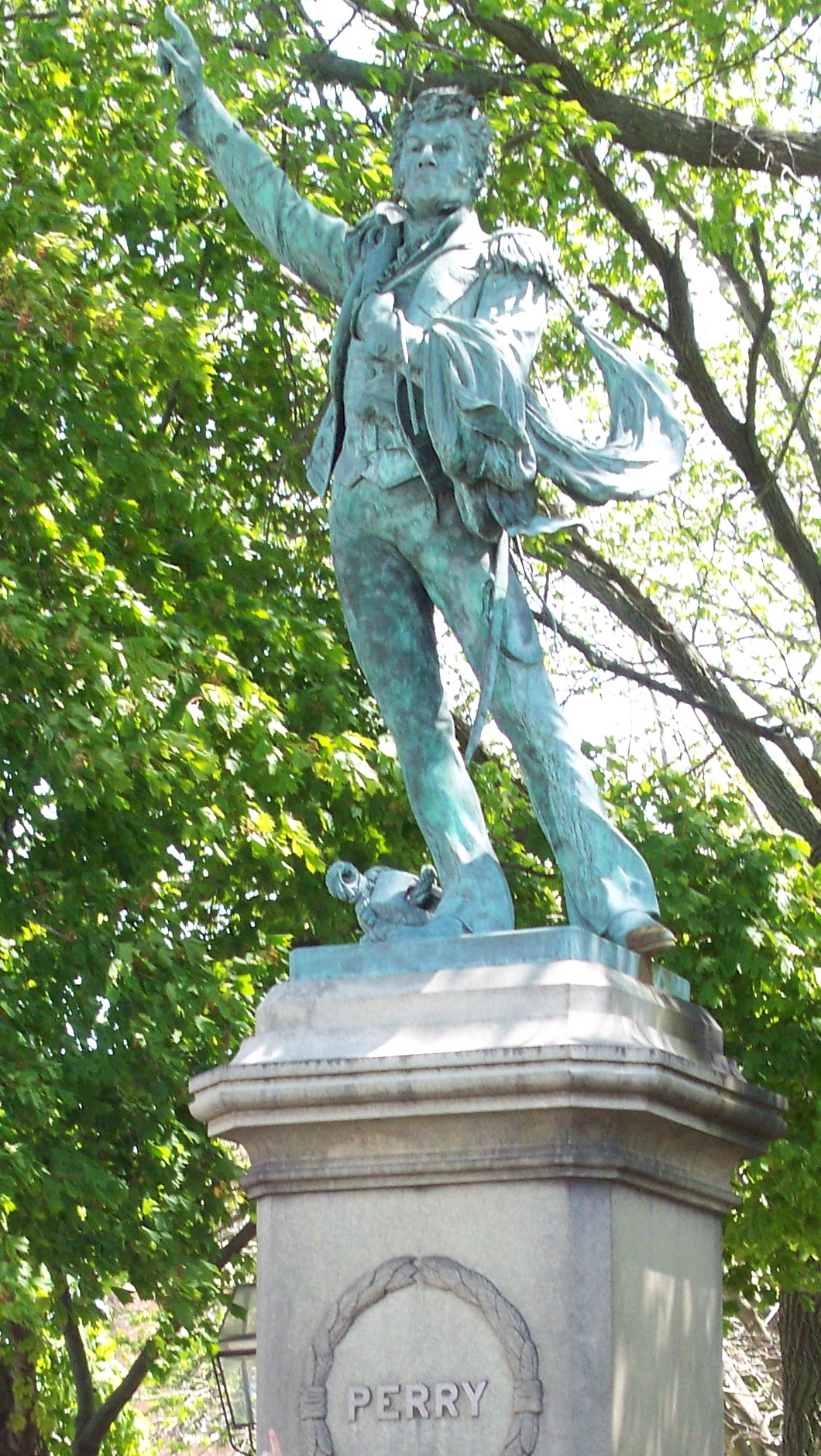